# Richard Bowdler Sharpe
Richard Bowdler Sharpe (Londres, 22 de noviembre de 1847 - Chiswick, 25 de diciembre de 1909) fue un zoólogo inglés.
Sharpe nació en Londres y estudió en Brighton, Peterborough y Loughborough. A la edad de dieciséis fue a trabajar para Smith & Sons en Londres. En 1864 comenzó su primer trabajo ornitológico, una monografía sobre los Martín pescadores (1868-71).
En 1867 Sharpe obtuvo el puesto de bibliotecario de la Sociedad Zoológica de Londres, recomendado por Osbert Salvin y Philip Sclater. A la muerte de George Robert Gray en 1872 ingresó en el Museo Británico como un Ayudante Mayor en la Sección de Zoología, encargándose de la colección de aves. Fue el curador asistente del museo desde 1895 y permaneció allí hasta su muerte (por pulmonía).
Sharpe fundó el Club de los Ornitólogos Británicos en 1892 (British Ornithologists' Club) y revisó el boletín que este edita. Escribió trece, es decir, casi la mitad de los 27 volúmenes del Catálogo de los Pájaros del Museo británico (1874-1898).

## Publicaciones
- Catalogue of the Accipitres, or diurnal birds of prey, in the collection of the British Museum. 1874
- Catalogue of the Striges, or nocturnal birds of prey, in the collection of the British museum. 1875
- Catalogue of the Passeriformes, or perching birds, in the collection of the British museum. Coliomorphae... 1877
- Catalogue of the Passeriformes, or perching birds, in the collection of the British museum. Cichlomorphae, pt.I... 1879
- Catalogue of the Passeriformes, or perching birds, in the collection of the British museum. Cichlomorphae, pt.III-[IV]... 1881-83
- Catalogue of the Passeriformes, or perching birds, in the collection of the British museum. Fringilliformes, pt.I... 1885
- A monograph of the Hirundinidae. 1894
- A Monograph of The Alcedinidae, or Family of Kingfishers. 1868 - 1871
- Catalogue of the Passeriformes, or perching birds, in the collection of the British museum. Fringilliformes, pt.III... 1888
- Catalogue of the Passeriformes, or perching birds, in the collection of the British museum. Sturniformes... 1890
- Catalogue of the Picariae in the collection of the British museum. Coraciae... 1892
- Catalogue of the Fulicariae... and Alectorides... in the collection of the British museum. 1894
- Catalogue of the Limicolae in the collection of the British museum. 1896
- Catalogue of the Plataleae, Herodiones, Steganopodes, Pygopodes, Alcae, and Impennes in the collection of the British museum. 1898

## Abreviatura (zoología)
La abreviatura Sharpe  se emplea para indicar a Richard Bowdler Sharpe como autoridad en la descripción y taxonomía en zoología.